# 熊岳城神社
熊岳城神社是曾存在于中华民国奉天省、满洲国奉天省盖平县熊岳城满铁附属地的日本神社。祭神为天照大神、明治天皇、大国主神。
熊岳城神社设立于1915年8月3日，发起者为满铁地方事务所主任代理樱井伊三郎。神社位于熊岳城附属地北七区。1919年时境内面积2,301坪，
神社有拜殿，造价1,735日元。1919年时神社无专任神职人员，由瓦房店神社的神职兼任，信者有115人。例祭为9月9日。:150:200:5741928年时信者有110人。:116
神社设立时，即将周围土地规划为熊岳城公园，并一直保持到1945年满洲国灭亡。:16-21936年时公园面积为7,653平方米。:25